# Klausz-zsinagóga

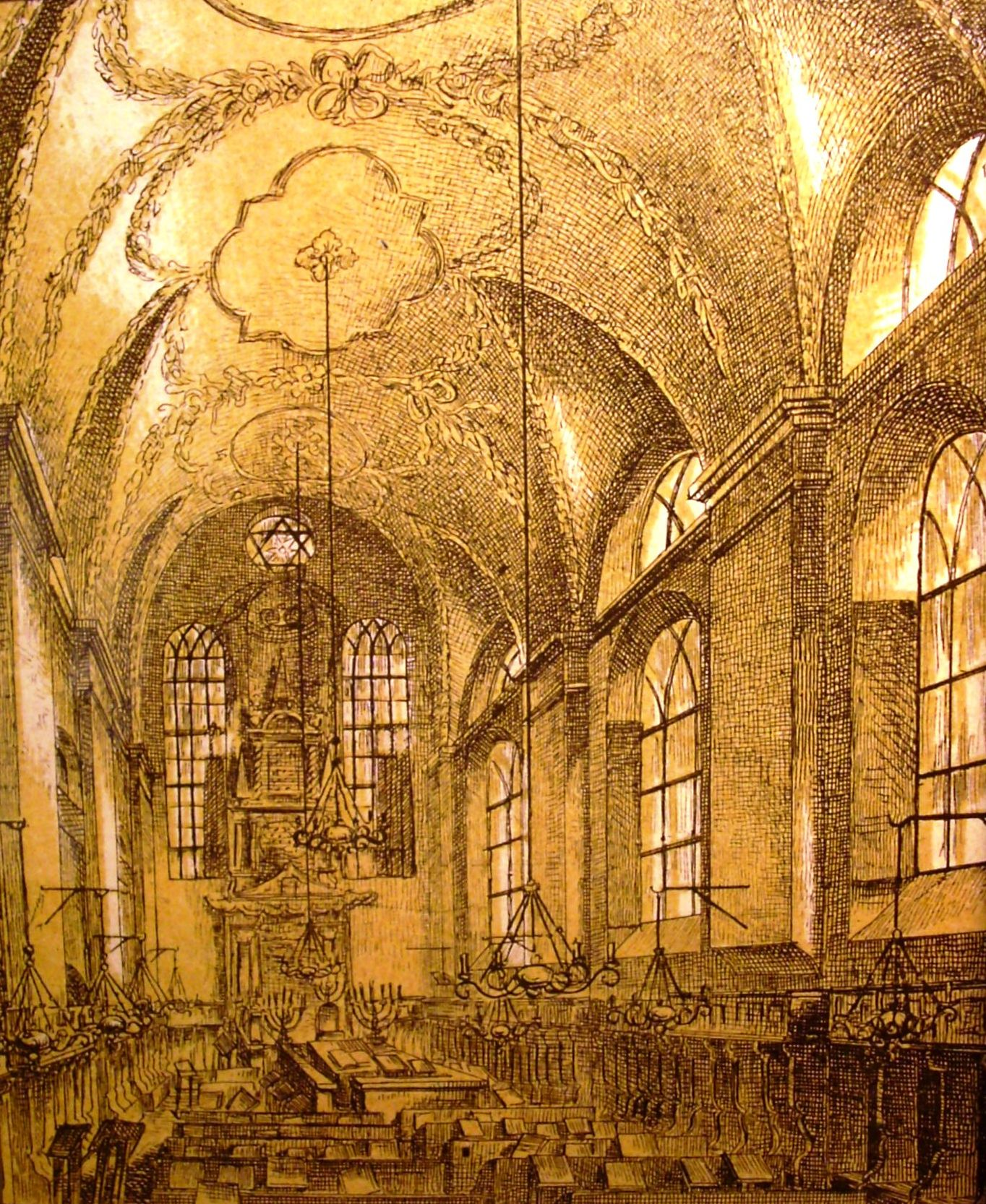
A zsinagóga a 19. században

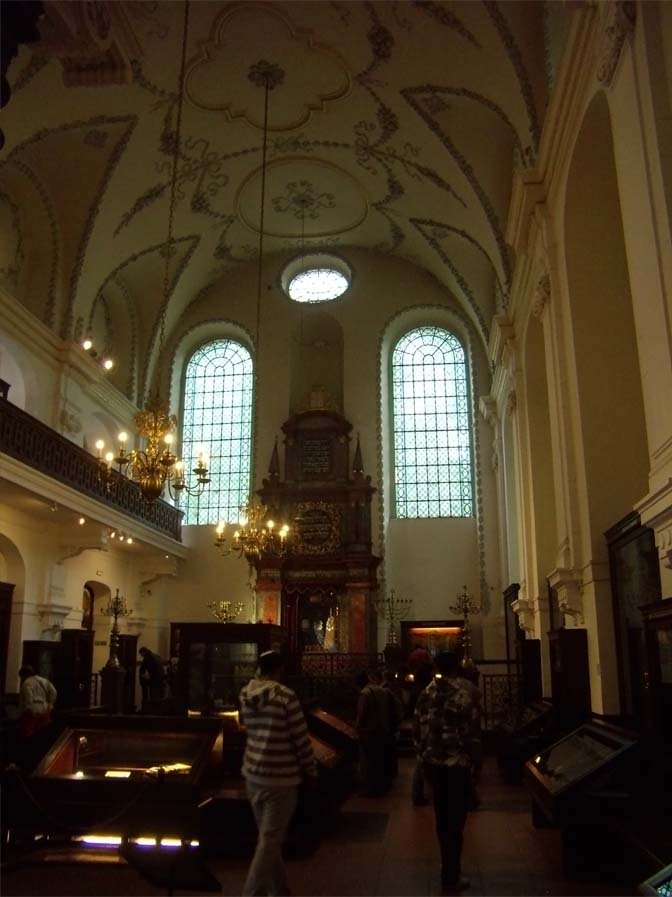
A zsinagóga belülről, 2008.

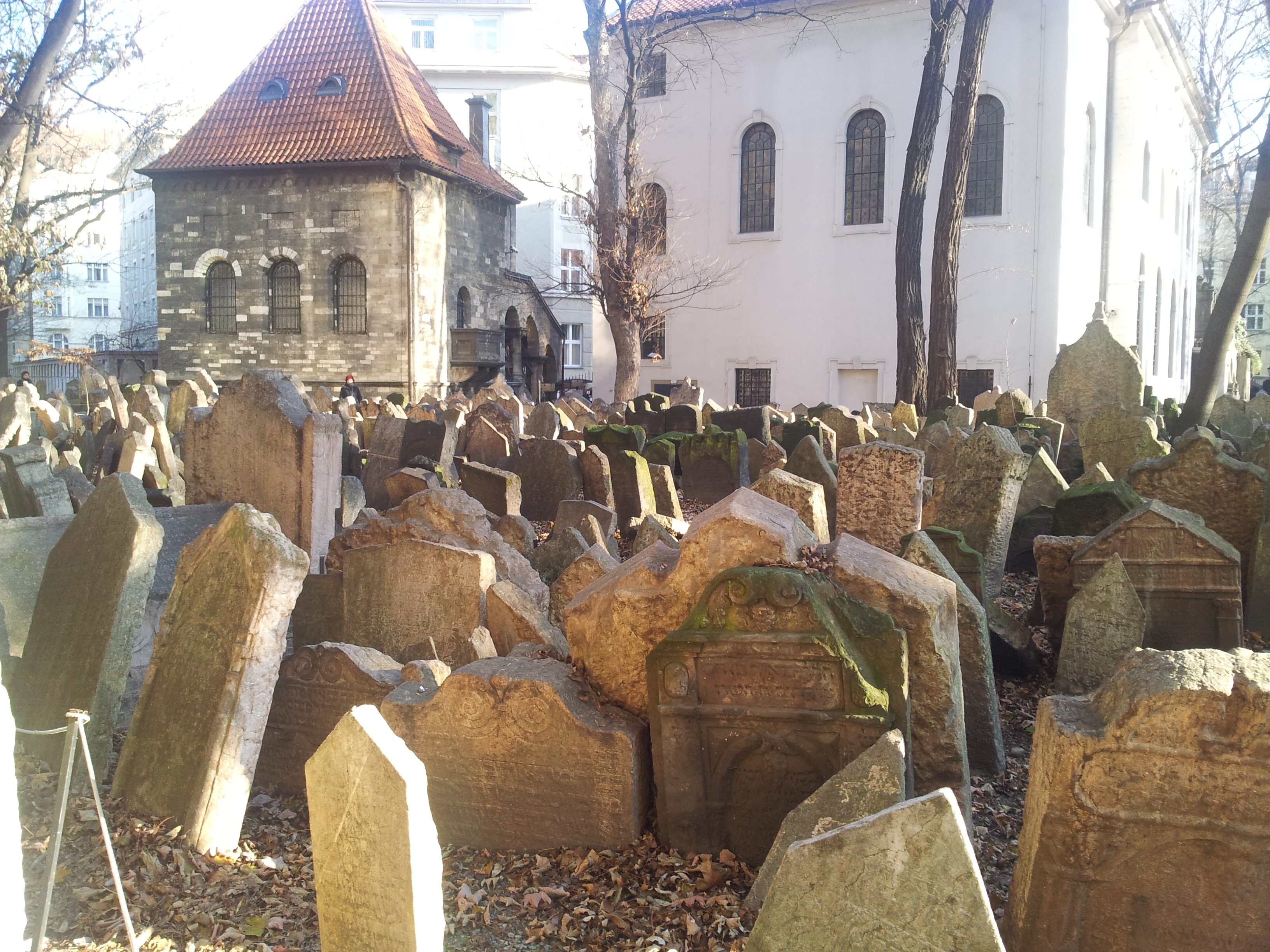
A zsinagóga a temető felől

A prágai Josefov legnagyobb zsinagógáját, a Klausz-zsinagógát az U starého hřbitova u. 5-ben találjuk azon a helyen, ahol II. Rudolf császár idején a bölcs Löw rabbi tanított; az épület elvileg a Régi zsidó temető (Prága) területén áll (Idegenvezető). 1694-ben (Barangoló) építették az ún. „cellák” (jiddisül: klojz a német klausen szóból) helyett; azt a három lakóházat nevezték így, amelyekben a hívek imádkoztak, tanultak és rituálisan fürdőztek. A cellák az 1689-es tűzvészben leégtek; a zsinagógát ezek romjain építették fel.
A dongaboltozatos, barokk épület falait gazdagon mintázott stukkódíszek ékítik.
Régen itt működött a zsidó temetkezési hivatal. A főhajóban (Szombathy) berendezett „Zsidó hagyományok és szokások” kiállítás a zsidók hagyományos szokásait mutatja be a bölcsőtől a sírig, eredeti okmányokkal (nyomtatványokkal és kéziratokkal). Több kiállított tárgy a prágai zsidó közösség kiemelkedő személyiségei (mint Löw rabbi) tetteit idézi fel (Barangoló). Az épületben múzeumi könyvtár és levéltár is van (Szombathy).
Melléképülete (U Stareho hřbitova 3a) leginkább egy parányi középkori várra emlékeztet; 1906-ban építették a Zsidó Temetkezési Vállalat díszcsarnokául. 1944-ben a nácik itt rendezték be a gettó történetét bemutató kiállításukat.
Állandó kiállítások: Zsidó szokások és hagyományok – Napi élet – Gyógyszerek a gettóban, halál, Zsidó temetések Csehországban és Morvaországban és a Temetkezési Vállalat (Egyesület) tevékenysége.